# Старочуднівська Гута
Старочуднівська Гу́та — село в Україні, у Житомирському районі Житомирської області. Входить до складу Романівської селищної громади. Населення становить 353 осіб.

## Географія
Селом протікає річка Годинка.

## Історія
У 1906 році село Чуднівської волості Житомирського повіту Волинської губернії. Відстань від повітового міста 42 верст, від волості 20. Дворів 86, мешканців 493.
Село постраждало внаслідок геноциду українського народу, проведеного окупаційним урядом СССР 1932—1933 та 1946—1947.
Колишній орган місцевого самоуправління — Старочуднівськогутянська сільська рада.

## Сучасний стан
В селі діє:
- Сільська рада
- Загальноосвітня школа І-ІІІ ст. (при школі діє музей села)
- Сільський клуб
- ФАП
- Дит-садок
- Відділення зв'язку
- Магазин
- ФГ «Грушак»
- ФГ «Рустам»

## Населення

### Мова
Розподіл населення за рідною мовою за даними перепису 2001 року:
| Мова            | Відсоток |
| --------------- | -------- |
| українська      | 99,41 %  |
| російська       | 0,20 %   |
| інші/не вказали | 0,39 %   |

## Пам'ятки
- Старочуднівський заказник — лісовий заказник місцевого значення.